# Messac (Ille-et-Vilaine)
Messac korábbi község Franciaországban, Ille-et-Vilaine megyében. Lakosainak száma 3204 fő (2018. január 1.). Messac Guipry-Messac községgel határos.
2016. január 1-jén Guipry korábbi községgel egyesült és az így létrejött Guipry-Messac új község része lett.

## Népesség
A település népességének változása:
| Lakosok száma | 2175 | 2169 | 2212 | 2276 | 2243 | 2666 | 2991 | 7047 | 3163 | 3204 |
|               | 1962 | 1968 | 1975 | 1990 | 1999 | 2008 | 2013 | 2016 | 2017 | 2018 |